# Gunnar Halle
Gunnar Halle (Larvik, Noruega, 11 de agosto de 1965) es un exfutbolista noruego, se desempeñaba como lateral derecho. Como futbolista desempeñó la mayor parte de su carrera deportiva en Inglaterra.

## Clubes
| Club                    | País       | Año       |
| ----------------------- | ---------- | --------- |
| Lillestrøm SK           | Noruega    | 1985-1990 |
| Oldham Athletic         | Inglaterra | 1991-1994 |
| Lillestrøm SK           | Noruega    | 1994      |
| Oldham Athletic         | Inglaterra | 1994-1996 |
| Leeds United            | Inglaterra | 1996-1999 |
| Bradford City           | Inglaterra | 1999-2002 |
| Wolverhampton Wanderers | Inglaterra | 2002      |
| Lillestrøm SK           | Noruega    | 2002-2003 |

## Palmarés
Lillestrøm SK
- Tippeligaen: 1985-86, 1988-89

- Datos: Q635584
- Multimedia: Gunnar Halle / Q635584